# Аннино (Чертаново Южное)
А́ннино — бывшая деревня, известная с XIX века и располагавшаяся к югу от Москвы. В 1960 году территория деревни была включена в состав Москвы при её расширении и сейчас относится к району Чертаново Южное Южного административного округа. Деревня Аннино находилась по обе стороны Варшавского шоссе на 21 км, на месте, где в настоящее время расположена станция метро «Аннино» Московского метрополитена.

## Происхождение названия

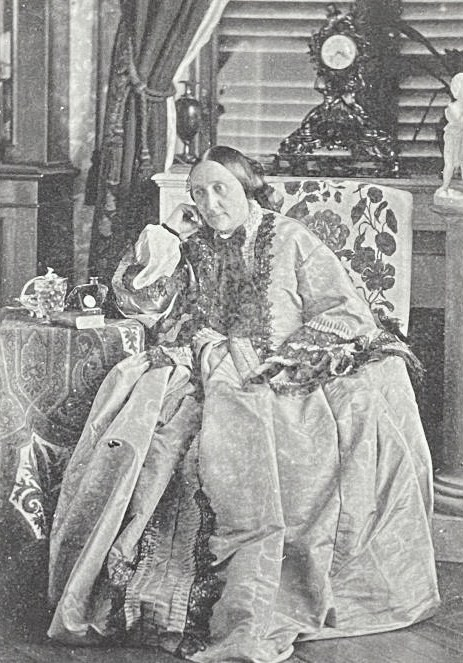
Графиня Анна Андреевна Трубецкая, в честь которой, вероятно, названа деревня Аннино

Название деревни связано с именем Анна. Существует две версии происхождения названия:
- Согласно П. В. Сытину, деревня названа в честь престольного праздника Святой Анны[5][7].
- Согласно Р. А. Агеевой и М. Ю. Коробко — в честь Анны Андреевны (в девичестве Гудович), супруги Николая Ивановича Трубецкого, основателя деревни[9]. Коробко пишет: «согласно документам Аннино — это выселки Битц — владения Трубецких с усадьбой в Знаменском-Садках, причем ориентировочно 1830—1840-х гг.… Название дано по жене владельца княгине Анне Трубецкого, подобного же происхождения еще одно Аннино в Кузьминках, по владелице княгине Анне Голицыной… Возможно переселение было приурочено к соответствующему празднику, но не более. Аннино — типичное антропонимическое название»[7].

## История

### Деревня

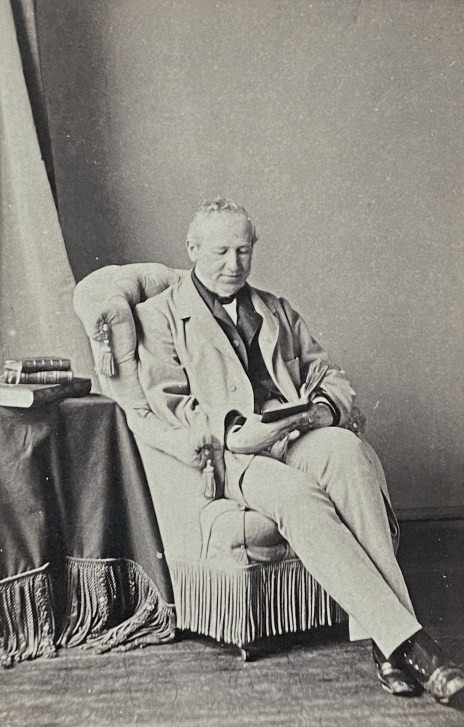
Князь Николай Иванович Трубецкой, основатель деревни Аннино

В отличие от соседних селений, история деревни Аннино была намного короче. Деревня была основана в 1846 году князем Николаем Ивановичем Трубецким (1807—1874) на землях его имения Знаменское-Садки после прокладки в 1844—1847 годах Варшавского шоссе.
Николай Иванович был публицистом и славянофилом. Принял католичество. По линии отца приходился двоюродным дядей Льву Толстому и четвероюродным братом Александру Пушкину. В семье Трубецких поэт часто бывал в детстве с сестрой. Получил хорошее домашнее образование под руководством Михаила Погодина. В вопросе об отмене крепостного права занимал умеренно-либеральную позицию. Современники весьма скептически относились к его творчеству. Сергей Аксаков и Николай Некрасов сатирически изобразили его в своих произведениях. С ним же связывают и образ «князя Коко», одного из предводителей дворянской оппозиции, в романе «Дым» Ивана Тургенева. В 1843 году перешёл в католицизм. Лев Толстой, посетивший дядюшку во Франции в 1857 году, в дневнике назвал его «глупым и жестоким». Его жена Анна Андреевна (в замужестве княгиня, в девичестве — графиня Гудович, 1818—1882), в честь которой, вероятно, названа деревня, была знакомой Пушкина, Тургенева и Льва Толстого. С юности придерживалась либеральных политических взглядов. В противоположность мужу решительно ни во что не верила, была склонна к атеизму и любила афишировать свое свободомыслие. В последние годы жизни в связи с потерей близких — мужа (1874) и дочери Екатерины (1875), пришла к православию.
На 19 версту Варшавского шоссе была переселена часть крестьян, 19 семей, из соседней деревни Битцы, поэтому Аннино иногда именовали Новые Битцы. Возможно, переселение было связано с прокладкой в то время новой Серпуховской дороги (Варшавского шоссе).
В 1859 году в деревне значилось 24 двора и 193 жителя.

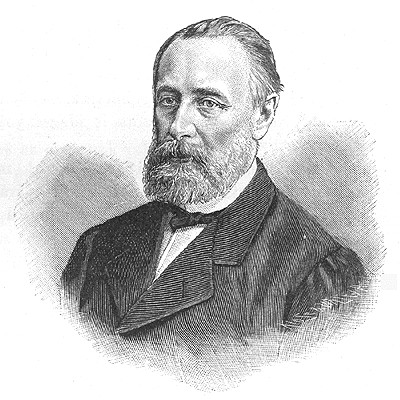
В конце XIX века деревню Аннино унаследовал Михаил Никифорович Катков

По данным за 1884 год здесь было 35 дворов, в которых проживало 219 жителей, 111 мужчин и 108 женщин. Имелись мелочная лавка и трактир.
В конце 1880-х годов при деревне Аннино значилась усадьба коллежского советника Михаила Александровича Коханова. После него главным наследником деревни стал известный реакционер Михаил Никифорович Катков (1818, по другим сведениям 1817 — 1887).
М. Н. Катков известен как влиятельный публицист, издатель и литературный критик консервативно-охранительных взглядов. Редактор газеты «Московские ведомости», основоположник русской политической журналистики. В своих изданиях обеспечивал идеологическую поддержку контрреформам Александра III. Имел чин тайного советника.
В 1897 году в Аннино открылось Битцевское земское училище, устроенное благодаря заботам владельца соседнего имения в Знаменском-Садках Андрея Михайловича Каткова (1863—1915), сына М. Н. Каткова. Училище размещалось в наёмном деревянном доме. В 1903—1904 учебном году в нём обучалось 54 мальчика и 23 девочки. Работали две учительницы. Девочкам преподавалось шитьё и вязание чулок. При школе имелась большая библиотека, устраивались народные чтения. A. M. Катков энергично взялся за обустройство училища и стал его попечителем.
A. M. Катков был подольским уездным предводителем дворянства, имел чин действительного статского советника. Был женат на княжне Марии Владимировне Щербатовой (1864—1921), дочери саратовского губернатора Владимира Алексеевича Щербатова, троюродной сестре Михаила Лермонтова. Марии Владимировне принадлежало знаменитое пензенское имение Тарханы, в котором прошло детство Лермонтова. Сыновья супругов Катковых Михаил и Андрей погибли на фронте Первой мировой войны в августе 1914 года, после чего супруги в память о них построили храм Спаса Преображения на Братском кладбище, спроектированный архитектором А. В. Щусевым.
К 1910 году количество дворов возросло до 45, число жителей — до 247 человек. Деревня была преимущественно садоводческой. Из-за удаленности от Москвы хозяйство характеризовалось земскими статистиками как переходная форма, приближенная к зерновому типу. Часть местных жителей, уходившая на заработки и постоянное жительство в Москву и другие города, продавала свои земли, и вскоре вблизи деревни начали появляться небольшие усадьбы. В 1911 году усадьбой М. А. Коханова владел некто Бартельс.
В 1918 году часть земель деревни вошла в состав совхоза Бирюлёво—Аннино. В 1927 году в совхозе было занято 73 человека. Также в советское время в Аннино имелся колхоз «Красные всходы».
В путеводителе «Дачи и окрестности Москвы» (Москва, 1935 год) говорится:
Платформа Битца, 26-й км. Вблизи станции: дер. Аннино, с. Качалово, дер. Михайловская, дер. Вырбово, пос. Дубровка. По правую сторону линии жел. дор. в 1 и 1/2 км от станции, расположено по обе стороны проходящего здесь Серпуховского шоссе дер. Аннино или Битца, получившая название от протекающей речушки Битцы. Под одним названием объединены две деревни, находящиеся на расстоянии 1/2 км друг от друга. Деревни окружены мелколесьем и небольшими фруктовыми садами. Дома крестьянские, цены за помещения за летний сезон колеблются от 60 до 100 рублей. Имеется магазин Битцевского потребительского общества. Спереди деревни находится небольшая фетровая фабрика, при ней клуб. Более обширный клуб находится при кирпичном заводе в 1 км от Аннино. В клубе бывают спектакли и кино.

### Битцевская фабрика

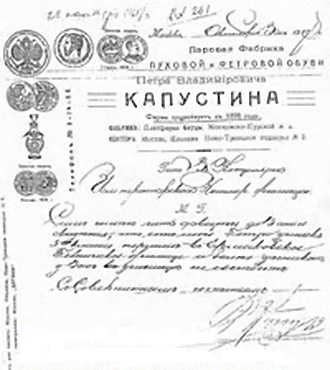
Письмо П. Капустина на бланке фабрики, 1917 год

В 1890 году аннинский крестьянин Владимир Андреевич Капустин начал заниматься изготовлением валяной обуви для продажи, а в октябре 1898 года организовал кустарное производство. Производство успешно развивалось, и к 1900 году вблизи деревни В. А. Капустин открыл фабрику валяной обуви, выпускавшую валенки. Позднее эта фабрика стала Битцевской фетровой фабрикой. В начале XX века В. А. Капустину помогал сын Пётр. Он получил специальное образование и вскоре возглавил фирму «Паровая фабрика пуховой и фетровой обуви Петра Владимировича Капустина». Продукция фабрики была отмечена высокими наградами и золотыми медалями на выставках в Москве (1908 год), Генуе (1908 год) и Париже (1919 год). В 1911 году на фабрике работало 40 человек.
В 1920-х годах Битцевская фетрообувная фабрика была национализирована. С этого времени начались её реконструкция и расширение. Объём выпускаемой продукции увеличился в 100 раз. Стала меняться технология производства. Многое было заимствованно из шляпных фабрик. На изменение технологии оказали влияние главный инженер и мастер по крашению, немцы по национальности, которые ранее работали на Щёлковской шляпной фабрике. Фабрика выпускала фетровые женские валенки и ботовый чулок.
Перед Великой Отечественной войной фабрика выпускала фетровую мужскую, женскую, школьную обувь и ботовый чулок. В декабре 1941 года фабрика была частично эвакуирована в Казань, но в связи с изменением обстановки на фронте, отступлением немцев от Москвы, дальнейшая эвакуация была приостановлена. В короткие сроки был проведён монтаж оборудования, и уже в феврале 1942 года начался выпуск тёплой обуви для фронта. Многие рабочие уходили на фронт прямо с фабрики. На их рабочие места вставали их жёны и дети. На территории фабрики был установлен обелиск с именами погибших фронтовиков.
После окончания войны фабрика часто становилась победителем во Всесоюзном соцсоревновании. Решением Совета Министров СССР и ЦК Профсоюзов фабрике было присвоено звание «Коллектив высокой производительности труда и отличного качества выпускаемой продукции». За период своей работы фабрика несколько раз меняла и расширяла ассортимент, внедряла новые технологии, удовлетворяя потребностям своего времени. Многие рабочие работали семьями, династиями. В новейшее время фабрика была многократно отмечена грамотами, дипломами и медалями различных выставок и конкурсов.
Битцевская фабрика работала в Чертанове Южном (бывшем Аннине) до середины 2000-х годов. 
В 2004 году при очередной реконструкции дублёра Варшавского шоссе фабрика была переведена в город Калязин Тверской области: ЗАО «Битцевская фабрика» приобрела фабрику валяной обуви ОАО «Красный Октябрь» в Калязине. В результате этого производственные мощности фабрики были увеличены более чем вдвое. С 1950-х годов по настоящее время Битцевская фабрика выпустила более 26 млн пар валяной обуви. В настоящее время на части её бывшей территории в Чертанове Южном в усечённом здании имеется магазин «Валенки».

### В составе Москвы

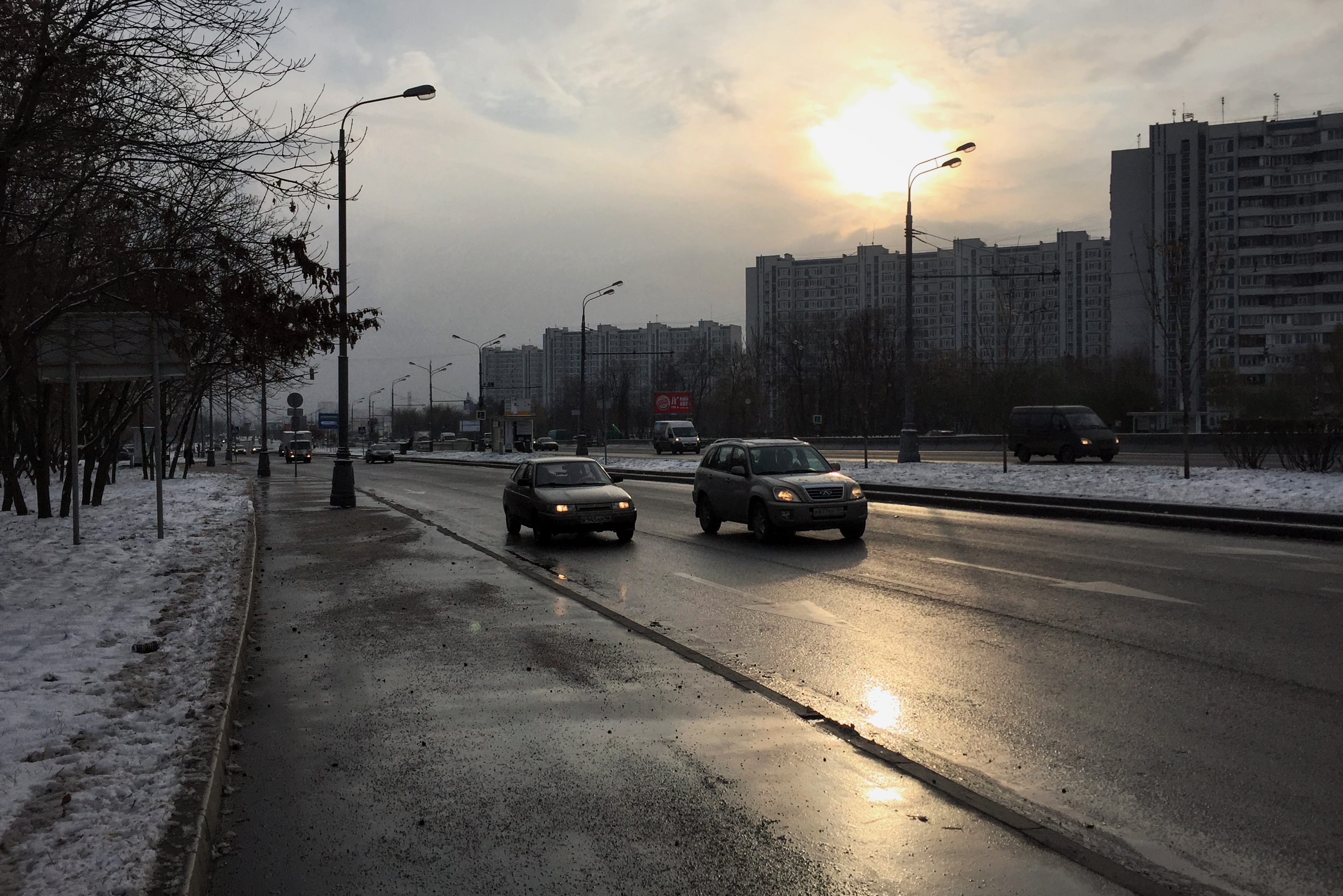
Жилые дома № 154—158 1983 года постройки

В 1960 году деревня вошла в состав Москвы при её расширении. Территория деревни была отнесена к Москворецкому району Москвы. После 1969 года территория отошла к Советскому району Москвы.
В 1975—1976 годах деревню Аннино начали сносить. В начале 1980-х годов по обеим сторонам Варшавского шоссе были отстроены жилые дома панельной серии П-44. После административной реформы 1991 года территория, на которой ранее располагалась деревня, вошла в состав района Чертаново Южное.
Топоним сохранился в названиях станции метро «Аннино», Аннинского лесопарка и жилых комплексов «Аннинский» и «Аннино парк».
В школе № 504 (бывшая школа № 1162) работает историко-краеведческий музей, посвящённый истории Аннино и Битцевской фабрики.